# Chimarra monticola
Chimarra monticola är en nattsländeart som beskrevs av Kimmins in Mosely och Douglas E. Kimmins 1953. Chimarra monticola ingår i släktet Chimarra och familjen stengömmenattsländor. Inga underarter finns listade i Catalogue of Life.